# Exeter (Pennsilvània)
Exeter és una població dels Estats Units a l'estat de Pennsilvània. Segons el cens del 2000 tenia 5.955 habitants.

## Demografia
Segons el cens del 2000, Exeter tenia 5.955 habitants, 2.482 habitatges, i 1.640 famílies. La densitat de població era de 493,4 habitants per quilòmetre quadrat.
Dels 2.482 habitatges en un 26% hi vivien nens de menys de 18 anys, en un 48,8% hi vivien parelles casades, en un 13,1% dones solteres, i en un 33,9% no eren unitats familiars. En el 30,1% dels habitatges hi vivien persones soles el 14,7% de les quals corresponia a persones de 65 anys o més que vivien soles. El nombre mitjà de persones vivint en cada habitatge era de 2,35 i el nombre mitjà de persones que vivien en cada família era de 2,92.
Per edats la població es repartia de la següent manera: un 21% tenia menys de 18 anys, un 6,9% entre 18 i 24, un 27,9% entre 25 i 44, un 23,4% de 45 a 60 i un 20,9% 65 anys o més.
L'edat mediana era de 41 anys. Per cada 100 dones de 18 o més anys hi havia 80,3 homes.
La renda mediana per habitatge era de 31.681 $ i la renda mediana per família de 40.050 $. Els homes tenien una renda mediana de 31.569 $ mentre que les dones 21.693 $. La renda per capita de la població era de 16.022 $. Entorn del 7,6% de les famílies i el 8,5% de la població estaven per davall del llindar de pobresa.

## Poblacions més properes
El següent diagrama mostra les poblacions més properes.